# Iorcani, Iași
Iorcani este un sat în comuna Tătăruși din județul Iași, Moldova, România. Se află la 7 km de satul Tătăruși și la 21,5 km de municipiul Pașcani.
Are ieșire spre satele Țolești și Uda, dar și spre Forăști, Antoceni și Drăgușeni, pe rute mai puțin accesibile în timpul condițiilor meteorologice si de anotimp nefavorabile. Se află la distanțe aproximativ egale de Pașcani, Târgu-Neamț și Fălticeni, fiind la granița cu județul Suceava. 
Satul este înconjurat de păduri mari, de foioase, dar și conifere, molizi. 
Este poziționat la o altitudine mai mare fața de satele din jurul său. 
Legenda spune că denumirea satului, Iorcani, provine de la un boier pe nume Iork, care a trăit in această zonă. 
O altă legendă afirmă faptul ca la Iorcani, pe timpul domnitorului Moldovei, Ștefan cel Mare, se afla un punct de poștă. 
Satul are la momentul actual trei hramuri, după cel vechi, din ziua Sfântului Dimitrie Izvorâtorul de Mir, la data de 26 octombrie, adăugându-se ziua Sfântului Prooroc Ieremia, la data de 1 mai și Sfântul Voievod Ștefan cel Mare, ocrotitorul Altarului de vară, la data de 2 iulie. 

id